# Vương Thúy Kiều
Vương Thúy Kiều (giản thể: 王翠翘; phồn thể: 王翠翹; bính âm: Wáng cuì qiào) là một cô gái sống trong thời Gia Tĩnh triều nhà Minh. Cuộc đời của Thúy Kiều được thể hiện qua nhiều tác phẩm văn học, trong đó nổi tiếng nhất là hình tượng văn học Thúy Kiều trong tác phẩm Truyện Kiều của Nguyễn Du.

## Cuộc đời
Vương Thúy Kiều không rõ quê quán ở đâu, chỉ biết từng là kỹ nữ ở Lâm Truy, Sơn Đông thời nhà Minh, lấy danh kỹ là Tần Hoài. Sau Thúy Kiều được cướp biển Từ Hải chuộc về làm vợ. Từ Hải cùng Trần Đông, Ma Diệp là cướp biển dưới quyền Uông Trực, cấu kết với Uy khấu.
Năm 1556, Tổng đốc quân vụ Chiết Giang là Hồ Tôn Hiến sai La Long Vân nằm vùng, thi hành kế phản gián, thúc đẩy mâu thuẫn giữa Từ Hải và Trần Đông. La Long Vân là bạn từ thuở hàn vi, hay đến uống rượu giao du với Từ Hải, về sau này làm thuyết khách cho Hồ Tôn Hiến để đến chiêu hàng Từ Hải, lại khéo ăn khéo nói để làm xiêu lòng Thúy Kiều trước, do Thúy Kiều thời còn ở lầu xanh, đã quen biết La Long Vân, mà chàng này vốn từng biết ăn chơi hào phóng, lại có lòng hào hiệp, giúp đỡ nàng nhiều lần, từ lúc chưa gặp Từ Hải.
Vì thế khiến Từ Hải bắt sống Trần Đông, đầu hàng Hồ Tôn Hiến. Sau Hồ Tôn Hiến lại sai Trần Đông tiêu diệt Từ Hải, Từ Hải đâm đầu xuống nước tự vẫn. Quân của Hồ Tôn Hiến bắt được Thúy Kiều, sai chỉ chỗ Từ Hải trầm mình, cho người xuống cắt đầu.
Quân Vĩnh Bảo bắt được 2 thị nữ xưng họ Vương, một người tên Thúy Kiều, một người tên Lục Châu, vốn xuất thân từ ca kỹ. Hai thị nữ khóc và chỉ chỗ Hải trầm mình; quân Vĩnh Bảo bèn nhảy xuống sông, chém Hải lấy thủ cấp mang về.

Theo tư liệu lịch sử, Vương Thúy Kiều nhảy xuống sông tự sát.

## Trong văn học
Hình tượng Vương Thúy Kiều được miêu tả trong các tác phẩm như Truyện Kiều của Nguyễn Du, phóng tác từ Kim Vân Kiều truyện của Thanh Tâm Tài Nhân hay Thu hổ khâu của Vương Long, Hổ phách thi của Diệp Trĩ Phỉ.
Theo Vương Thúy Kiều truyện (trong bộ Ngu sơ tân chí) tác giả Dư Hoài, tự Đạm Tâm, người tỉnh Phúc Kiến đã nói lý do vì sao ông cảm phục tiết tháo của nàng Kiều. Ở đoạn mở đầu sách Ngu sơ tân chí có viết:
“Ta đọc sách Ngô Việt Xuân thu, thấy nàng Tây Thi, sau khi nước Ngô bị phá mà lại theo Phạm Lãi về Hồ, vẫn thường than rằng: người đàn bà đã được lòng tin của người ta, lấy nhan sắc làm mất nước người ta, mà không biết tuẫn tử, thời tuy không phụ lòng, cũng đã là phụ ơn vậy. Đến như Vương Thúy Kiều đối với Từ Hải, thời công tư đều kiêm được cả, thật cũng khác Tây Thi vậy thay! Than ôi! Thúy Kiều vốn là con hát, người hèn, nghề tiện, mà không chịu để bận lòng như thế, trong bọn râu mày thật nhiều người nên xấu hổ vì không thể bằng vậy!” 